# Kybos caesarsi
Kybos caesarsi är en insektsart som först beskrevs av Hamilton 1972.  Kybos caesarsi ingår i släktet Kybos och familjen dvärgstritar.
Artens utbredningsområde är British Columbia. Inga underarter finns listade i Catalogue of Life.